# Harry Lind
Pour les articles homonymes, voir Lind.
Pas d'image ? Cliquez ici

b Matchs officiels uniquement.
Harry Lind, né le 27 mars 1906 dans le Fife en Écosse et mort le 18 décembre 1986 à Dunfermline, est un joueur de rugby à XV qui a évolué au poste de centre pour l'équipe d'Écosse de 1928 à 1936. 

## Biographie
Harry Lind obtient sa première cape internationale à l'âge de 21 ans le 25 février 1928, à l'occasion d’un match contre l'équipe d'Irlande. Harry Lind connaît sa dernière cape internationale à l'âge de 29 ans le 21 mars 1936 à l'occasion d'un match contre l'équipe d'Angleterre.

## Palmarès
- Victoire dans le Tournoi britannique de rugby à XV 1933

## Statistiques en équipe nationale
- 16 sélections avec l'équipe d'Écosse
- 7 points (1 essai, 1 drop)
- Sélections par année : 1 en 1928, 4 en 1931, 3 en 1932, 3 en 1933, 3 en 1934, 1 en 1935, 1 en 1936.
- Tournois des Cinq Nations disputés : 1928, 1931.
- Tournois britanniques de rugby à XV disputés : 1932, 1933, 1934, 1935, 1936.